# Tony Brown (rugby à XV)
Pour les articles ayant des titres homophones, voir Tony Brown, Brown et James Anthony Brown.
Pas d'image ? Cliquez ici

a Compétitions nationales et continentales officielles uniquement.

b Matchs officiels uniquement.
Dernière mise à jour le 13 février 2019.
Tony Eion Brown, né le 17 janvier 1975 à Balclutha (Nouvelle-Zélande), est un joueur néo-zélandais de rugby à XV qui évolue au poste de demi d'ouverture. Il compte 19 sélections internationales avec l'équipe de Nouvelle-Zélande de 1999 à 2001. Il devient entraîneur après l'arrêt de sa carrière en 2011.

## Carrière
Il a fait ses débuts à haut niveau en 1995 avec la province de Otago.
Brown a commencé à jouer dans le Super 12 en 1996 avec les Otago Highlanders. La même année il a joué avec l’équipe de Nouvelle-Zélande des moins de 21 ans et avec les Māori de Nouvelle-Zélande.
Brown a eu la malchance d’avoir une carrière qui coïncide avec celle de Andrew Mehrtens et Carlos Spencer qui ont brillé au même poste que lui. Sur les 18 test matchs auxquels il a participé, il n’a été que sept fois titulaire.
Il a fait ses débuts avec les Blacks en 1999 à l’occasion d’un match contre la France. Son dernier test match a été effectué en août 2001 contre les Wallabies.
Il a disputé deux matchs de la coupe du monde 1999, marquant 36 points contre l'Italie.
En 2000 et 2001, Brown a marqué respectivement 32 et 30 points contre les équipes des Tonga et Samoa.
Il a disputé 71 matchs avec la province de Otago (847 points).

## Palmarès

### En club
- Nombre de points en Super 12/14 : 885  (au 30-07-06)
- Nombre de matchs de Super 12/14 : 91

### En équipe nationale
- Quatrième de la Coupe du monde 1999
- Vainqueur du Tri-nations en 1999

## Statistiques

### En équipe nationale
De 1999 à 2001, Tony Brown compte 18 sélections avec les All-Blacks, inscrivant 171 points. Avec les Kiwis, il dispute une Coupe du monde en 1999. Il participe à trois éditions du Tri-nations en 1999, 2000 et 2001.